# Titularbistum Tela
Tela ist ein Titularbistum der römisch-katholischen Kirche.
Es geht zurück auf einen untergegangenen Bischofssitz in der gleichnamigen antiken Stadt, die in der römischen Provinz Africa proconsularis (heute nördliches Tunesien) lag. Der Bischofssitz war der Kirchenprovinz Karthago zugeordnet.
| Titularbischöfe von Tela |                                |                                                   |                    |                  |
| Nr.                      | Name                           | Amt                                               | von                | bis              |
| 1                        | Eugène Joseph Marie Le Bellec  | emeritierter Bischof von Vannes (Frankreich)      | 24. September 1964 | 13. Oktober 1970 |
| 2                        | Gilbert-Antoine Duchêne        | Weihbischof in Metz (Frankreich)                  | 18. September 1971 | 10. Juni 1975    |
| 3                        | Domingos Gabriel Wisniewski CM | Weihbischof in Curitiba (Brasilien)               | 27. Juni 1975      | 19. April 1979   |
| 4                        | Antônio Eliseu Zuqueto OFMCap  | Weihbischof in Teófilo Otoni (Brasilien)          | 14. März 1980      | 18. April 1983   |
| 5                        | Engelbert Siebler              | Weihbischof in München und Freising (Deutschland) | 27. Februar 1986   | 11. Oktober 2018 |
| 6                        | Ivan Ćurić                     | Weihbischof in Đakovo-Osijek (Kroatien)           | 11. März 2019      |                  |